# میکی فنتون
میکی فنتون (به انگلیسی: Micky Fenton) بازیکن فوتبال زادهٔ ۳۰ اکتبر ۱۹۱۳ اهل انگلستان بود که سابقهٔ بازی در تیم ملی فوتبال انگلستان را در کارنامهٔ خود دارد. وی در تاریخ ۹ آوریل ۱۹۳۸ تنها بازی ملی خود را در مقابل تیم ملی فوتبال اسکاتلند انجام داد.

## حرفه
او اولین بازی حرفه ای خود را در فصل ۱۹۳۲-۱۹۳۳ با پیراهن میدلزبورو (باشگاهی در چمپیونشیپ) انجام داد، که با آن تیم در تنها بازی فصل خود در لیگ، یک گل به ثمر رساند.

#### ملی
او تنها بازی بین المللی خود را در ۹ آوریل ۱۹۳۸ مقابل اسکاتلند در ومبلی انجام داد که این بازی با باخت ۱-۰ آنها همراه شد.